# Universitat de Kentucky
La Universitat de Kentucky (University of Kentucky, en anglès), és una universitat bastant important de Lexington (Kentucky), Estats Units. També és coneguda com a UK. Va ser fundada el 1865 com una escola d'agricultura i mecànica de Kentucky i el 2015 tenia 30.720 alumnes. A la Universitat hi ha 15 biblioteques universitàries. Un dels grans estudiants que hi van passar, va ser Thomas Hunt Morgan, un genetista americà.